# Mark Boceacer
Mark Boceacer (în rusă Марк Бочачер; n. 1896, Briceva, Imperiul Rus – d. 4 martie 1939, Moscova, RSFS Rusă, URSS) a fost un evreu basarabean, revoluționar, critic literar și editor sovietic.

## Biografie
S-a născut în colonia evreiască Briceva (acum în raionul Dondușeni, Republica Moldova) din ținutul Soroca, gubernia Basarabia, (Imperiul Rus). A luat parte la mișcarea revoluționară din Basarabia. În 1921 a devenit membru al Comitetului provizoriu (clandestin) al Partidului Comunist. Mai târziu, odată cu înfrângerea revoluției în Basarabia, s-a refugiat în URSS.
A absolvit Institutul „Profesorilor Roșii” din Moscova. Până în 1931 a fost cercetător la Facultatea de genuri literare și jurnalistice a Institutului de Stat pentru Jurnalism. În anii 1931-1933, a fost Director al Institutului de Cercetare în Lingvistică pe lângă Comisariatul Popular al Educației și, ulterior, redactor-șef al revistei „Revoluția și limba”. În timpul conducerii institutului de Boceacer, au fost demiși din institut, slaviștii Afanasi Selișcev, Nikolai Karinski, Samuil Bernstein. 
După închiderea Institutului de cercetare lingvistică, a fost numit redactor executiv al revistei „Arctica sovietică”, ulterior, a făcut parte fin comitetul editorial al revistei „Basarabia roșie”.
A fost autor al unor lucrări critice asupra literaturii sovietice contemporane, unul dintre autorii multivolumului „Enciclopedie literară”, de asemenea, unul dintre fondatorii teoriei genurilor jurnalistice din URSS. Compilator al lucrărilor colectate ale lui Nikolai Garin-Mihailovski în trei volume (1936).
A fost arestat (Marea Epurare) la 22 martie 1938, și condamnat la moarte la 25 septembrie același an; mai târziu a fost implicat și într-un alt caz, a fost împușcat pe 4 martie 1939.

## Lucrări
- Молдавия („Moldova”). Moscova—Leningrad: GosIzdat, 1926.
- Газетное хозяйство: опыт пособия по газетно-издательскому делу („Economia ziarelor: experiența unui manual pentru publicarea ziarelor”). Moscova—Leningrad: GosIzdat, 1929.
- Живая природа и мёртвые люди („Viața vie și oamenii morți”). Moscova: Literatura artistică, 1932.
- 1917 год в Москве: хроника революции („1917 la Moscova: Cronologia revoluției”; colecție, ediție generală). Moscova: Muncitorul din Moscova, 1934.